# Tom Hamilton (animateur)
Tom Hamilton (né à Waterloo, Wisconsin, États-Unis le 19 août 1956) est un commentateur sportif qui depuis 1990 décrit les matchs des Indians de Cleveland de la Ligue majeure de baseball. Décrit comme la « voix des Indians », Hamilton est entendu sur les ondes de la station de radio WTAM.
Après trois saisons à décrire les matchs des Clippers de Columbus, un club des ligues mineures basé dans l'Ohio et alors club-école des Yankees de New York, Tom Hamilton rejoint l'équipe de radiodiffusion des matchs des Indians de Cleveland en 1990, et il fait équipe avec le commentateur Herb Score jusqu'à la retraite de ce dernier à la fin de la saison 1997. Dès 1998, Hamilton prend les commandes et assume la description des parties de l'équipe.
En 2014, les Indians honorent Hamilton à Progressive Field pour fêter ses 25 années au micro du club.
Entre deux saisons de baseball, Hamilton décrit le basket-ball universitaire américain, en particulier les matchs d'Ohio State, sur la chaîne télévisée Big Ten Network